# Mim becut de Bendire
El mim becut de Bendire (Toxostoma bendirei) és un ocell de la família dels mímids (Mimidae).

## Hàbitat i distribució
Habita deserts amb arbusts i cactus del sud-oest dels Estats Units i nord-oest de Mèxic des del sud-est de Califòrnia, sud de Nevada, sud d'Utah i oest i centre de Nou Mèxic cap al sud fins al sud de Sonora i sud-est de Colorado.